# بوتوریچی (صربستان)
بوتوریچی (به صربی: Boturići) یک منطقهٔ مسکونی در صربستان است که در الکساندراواک واقع شده‌است. بوتوریچی ۲۶۳ نفر جمعیت دارد.